# 牧野鉄九郎
牧野 鉄九郎（まきの てつくろう、1862年2月16日（文久2年1月18日） - 1931年（昭和6年）7月14日）は、日本の政治家。衆議院議員（1期）。

## 経歴
美濃国安八郡海松新田（岐阜県安八郡海松新田、仁木村を経て現輪之内町）出身。海松新田開拓者の家系・先代鉄九郎の長男として生まれた。漢学を学ぶ。仁木村長、安八郡会議員、同議長、岐阜県会議員となる。
1917年の第13回衆議院議員総選挙において岐阜県郡部から立憲国民党公認で立候補して当選する。衆議院議員を1期務め、1920年の第14回衆議院議員総選挙には立候補しなかった。1931年に死去した。